# ジョン・カーティー賞

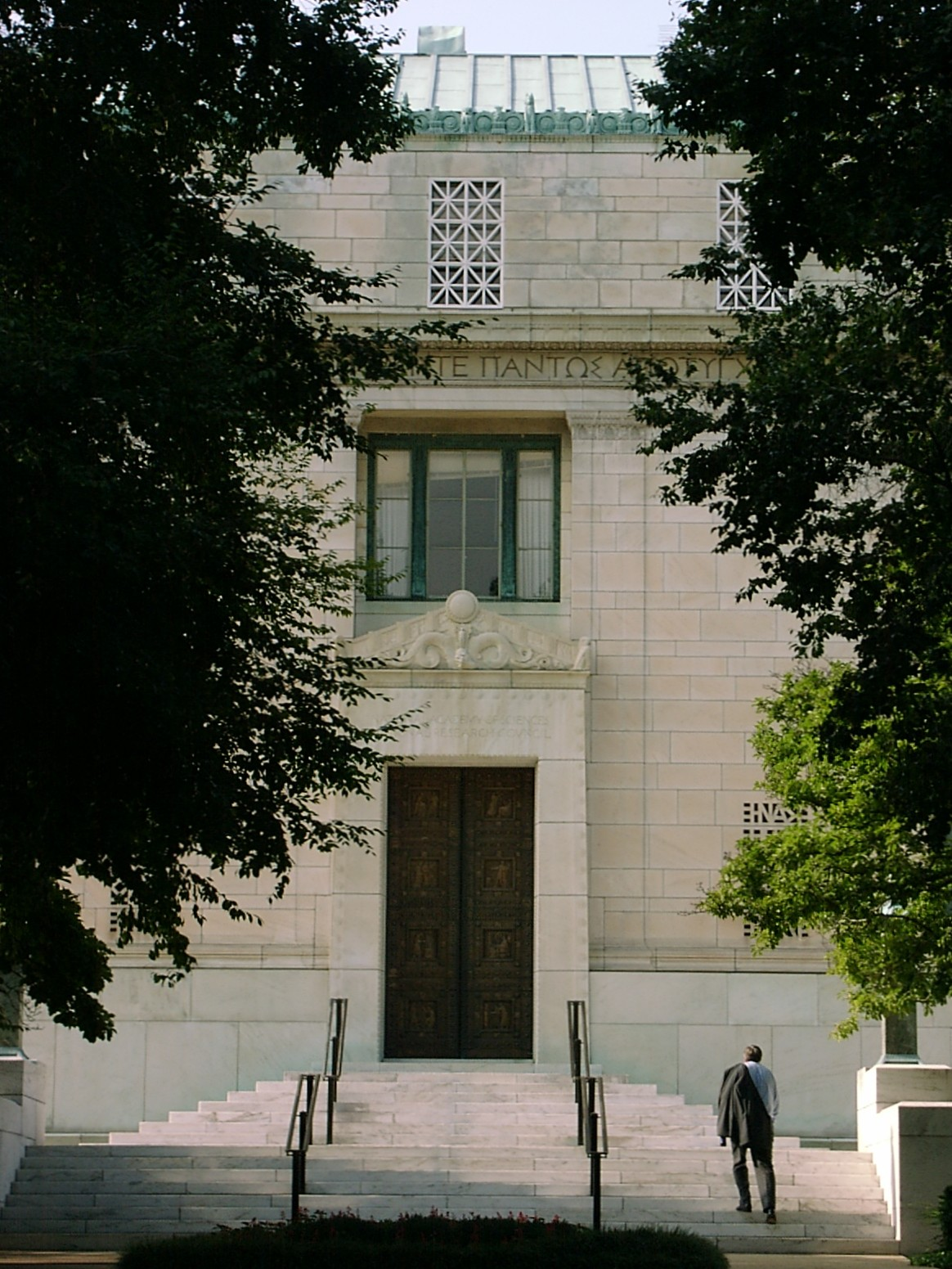
ワシントンD.C.にある米国科学アカデミー

ジョン・カーティー賞（John J. Carty Award for the Advancement of Science）は、米国科学アカデミーが「科学の進歩（Advancement of Science）」への貢献に対して授与する賞。受賞対象は自然科学の他、経済学も含まれる。
アメリカの電子工学者ジョン・カーティーにちなんで1932年に設立された。賞金は25,000ドル、AT&Tがスポンサーとなっている。

## 受賞者
- 1932年 - ジョン・カーティー
- 1936年 - Edmund B. Wilson
- 1939年 - ローレンス・ブラッグ
- 1943年 - Edwin Grant Conklin
- 1945年 - William F. Durand
- 1947年 - Ross Granville Harrison
- 1950年 - アーヴィング・ラングミュア
- 1953年 - ヴァネヴァー・ブッシュ
- 1961年 - チャールズ・タウンズ
- 1963年 - モーリス・ユーイング
- 1965年 - アルフレッド・ヘンリー・スターティヴァント
- 1968年 - マレー・ゲルマン
- 1971年 - ジェームズ・ワトソン
- 1975年 - ツゾー・ウィルソン
- 1978年 - John  N. Mather
- 1981年 - シン＝トゥン・ヤウ
- 1984年 - Robert H. Burris
- 1987年 - 木村資生
- 1991年 - ジョゼフ・テイラー
- 1994年 - Marina Ratner
- 1997年 - Patrick Vinton Kirch
- 2000年 - ドナルド・リンデン＝ベル
- 2003年 - David A. Freedman
- 2004年 - エリノア・オストロム
- 2005年 - Robert J. Cava
- 2006年 - Russell F. Doolittle
- 2007年 - Joseph R. Ecker
- 2008年 - Thomas Eisner
- 2009年 - Joseph Felsenstein
- 2010年 - アンドレ・ガイム
- 2012年 - Michael Posner
- 2014年 - Joseph DeRisi
- 2016年 - Michael Goddard, Theodorus Meuwissen
- 2018年 - デイヴィッド・クレプス, ポール・ミルグロム, ロバート・バトラー・ウィルソン
- 2020年 - キャロライン・ベルトッツィ
- 2022年 - Barney S. Graham
- 2024年 - Benjamin D. Santer